# Frank Leavenworth

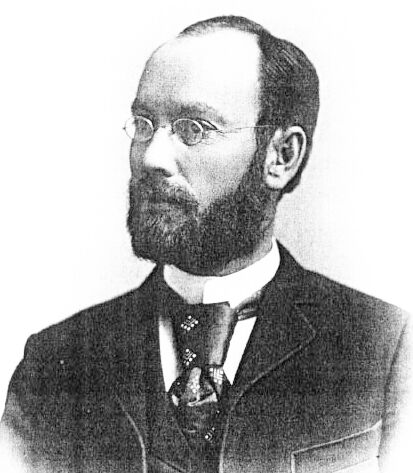
Francis Preserved Leavenworth

Frank Leavenworth foi um astrônomo norte-americano. Ele descobriu junto com Frank Müller e Ormond Stone diversos objetos NGC/IC com um refractor de 26 polegadas do Observatório McCormick em Charlottesville, Virgínia.